# Ivan Čehok
Ivan Čehok, né le 13 septembre 1965  à Korenjak près de Maruševec, est un homme politique de Croatie. Il est membre du Parti social-libéral croate qu'il a présidé du 17 décembre 2003 au 17 janvier 2004, puis par intérim jusqu'au 11 février 2006. Il est maire de Varaždin.

## Biographie
Il a obtenu un diplôme en philosophie et en littérature comparée à la faculté de philosophie de Zagreb, puis un doctorat en philosophie à la même faculté. Il a écrit plusieurs manuels de philosophie et d'éthique pour les lycées.
Il a été élu au Parlement croate lors des élections parlementaires de 2000, 2003 et 2007,,. Il a quitté le Parti social libéral croate en 2010.
En juin 2011, Čehok a été arrêté et interrogé par l'USKOK (en) sur des accusations criminelles, après que son immunité parlementaire ait été retirée par le Parlement.
En juillet 2011, pendant sa détention, Čehok démissionne de son poste de maire de Varaždin. La même année, il prend sa retraite.
Lors des élections municipales de 2017, Čehok est réélu maire de Varaždin.
Lors des élections locales de 2021 (en), Čehok perd et prend la tête de sa liste indépendante au sein du conseil municipal de Varaždin.